# Damián Eroza
Damián Eroza, vollständiger Name Damián Alejandro Eroza Medeiro, (* 22. März 1993 in Canelones) ist ein  uruguayischer Fußballspieler.

## Karriere

### Verein
Der nach Vereinsangaben 1,72 Meter große Mittelfeldakteur Eroza wechselte zur Apertura 2014 von Nacional Montevideo auf Leihbasis zum Erstligisten Juventud aus Las Piedras. Er debütierte im Alter von 21 Jahren am 24. August 2014 unter Trainer Jorge Giordano in der Primera División, als er bei der 0:1-Heimniederlage gegen Peñarol Montevideo in der 24. Spielminute für Matías Duffard eingewechselt wurde. In der Spielzeit 2014/15 wurde er 14-mal (kein Tor) in der höchsten uruguayischen Spielklasse eingesetzt. Nachdem er Mitte 2015 zu Nacional zurückkehrte und in der Apertura 2015 drei Erstligaspiele (kein Tor) und eine Partie (kein Tor) in der Copa Sudamericana 2015 für die „Bolsos“ bestritt, wurde er Ende Januar 2016 erneut an Juventud ausgeliehen. In der Clausura 2016 kam er zu zwölf Erstligaeinsätzen (kein Tor). Anfang Juli 2016 kehrte er zu Nacional zurück, blieb in der Folgezeit aber ohne Pflichtspieleinsatz bei den Profis. Im Januar 2017 verpflichtete ihn der Bangu AC. Bei den Brasilianern absolvierte er sechs Partien (kein Tor) in der Campeonato Carioca. Danach kehrte er in seine Heimat zurück und tingelt seitdem durch verschiedene Klubs, wobei er bei den Übergängen oft mehrere Monate ohne Kontrakt ist. Seit Juli 2021 steht Eroza beim Club Oriental unter Vertrag.

### Nationalmannschaft
Eroza gehörte der uruguayische U-20-Auswahl an. So wurde er mehrfach, u. a. Anfang Juli 2012, vom seinerzeitigen U-20-Trainer Juan Verzeri zu einem Trainingslehrgang eingeladen. Bei einem 1:1-Unentschieden endenden Freundschaftsländerspiel gegen die paraguayische U-20-Auswahl kam er als Einwechselspieler für Jim Varela zum Einsatz.